# Abyssarcturella
Abyssarcturella är ett släkte av kräftdjur. Abyssarcturella ingår i familjen Austrarcturellidae.
Kladogram enligt Catalogue of Life:
| Abyssarcturella | \| \| Abyssarcturella cidaris \| \| \| \| \| \| Abyssarcturella panope \| \| \| \| |
|                 | \| \| Abyssarcturella cidaris \| \| \| \| \| \| Abyssarcturella panope \| \| \| \| |
|                 | Austrarcturella                                                                    |
|                 |                                                                                    |
|                 | Dolichiscus                                                                        |
|                 |                                                                                    |
|                 | Pseudarcturella                                                                    |
|                 |                                                                                    |
|                 | Scyllarcturella                                                                    |
|                 |                                                                                    |
|                 | Abyssarcturella cidaris                                                            |
|                 |                                                                                    |
|                 | Abyssarcturella panope                                                             |
|                 |                                                                                    |

|  | Abyssarcturella cidaris |
|  |                         |
|  | Abyssarcturella panope  |
|  |                         |